# Charles H. Martin (Politiker)
Charles Henry Martin (* 28. August 1848 bei Youngsville, Franklin County, North Carolina; † 19. April 1931 in Polkton, North Carolina) war ein US-amerikanischer Politiker. Zwischen 1896 und 1899 vertrat er den Bundesstaat North Carolina im US-Repräsentantenhaus.

## Werdegang
Charles Martin war ein Urenkel von Nathaniel Macon (1758–1837), der zwischen 1791 und 1829 für North Carolina in beiden Kammern des Kongresses saß. Er besuchte die öffentlichen Schulen seiner Heimat und danach bis 1872 das Wake Forest College. Daran schloss sich bis 1875 ein Studium an der University of Virginia in Charlottesville an. Später studierte er noch am Southern Baptist Theological Seminary in Louisville (Kentucky) Theologie. In der Folge arbeitete er im Schuldienst. Er leitete zwei High Schools und unterrichtete Latein an der Mädchenschule in Murfreesboro. Außerdem lehrte er am Wake Forest College. Nach einem Jurastudium und seiner 1879 erfolgten Zulassung als Rechtsanwalt begann er in Louisburg in diesem Beruf zu arbeiten. Später verlegte er seinen Wohnsitz und seine Kanzlei nach Raleigh. Im Jahr 1887 wurde er zum Geistlichen der Baptistenkirche ordiniert.
Politisch schloss sich Martin der Populist Party an. Bei den Kongresswahlen des Jahres 1894 unterlag er dem Demokraten James A. Lockhart. Martin legte aber gegen den Ausgang der Wahl Widerspruch ein. Nachdem diesem stattgegeben worden war, übernahm er am 5. Juni 1896 das bis dahin von Lockhart ausgeübte Mandat. Nach einer Wiederwahl im November 1896 konnte er bis zum 3. März 1899 im Kongress verbleiben. In diese Zeit fiel der Spanisch-Amerikanische Krieg von 1898. Im Jahr 1898 verzichtete Martin auf eine weitere Kandidatur. Er zog sich aus der Politik zurück und arbeitete in Polkton als Geistlicher. Dort ist er am 19. April 1931 auch verstorben.